# Epidendrum amplexigastrium
Epidendrum amplexigastrium är en orkidéart som beskrevs av Eric Hágsater och Dodson. Epidendrum amplexigastrium ingår i släktet Epidendrum och familjen orkidéer. Inga underarter finns listade i Catalogue of Life.